# Medúsa
Medúsa fue un grupo neo-surrealista islandés formado en noviembre de 1979 por un grupo de adolescentes de Breiðholt, en los suburbios de Reikiavik.
Las actividades de Medúsa incluían la elaboración y publicación de poesía, exhibiciones y artes visuales actuaciones y presentaciones musicales; estas últimas fueron llevadas a cabo con el grupo Fan Houtens Kókó.
Los integrantes de Medúsa eran:

Einar Arnaldur Melax, encargado de los dibujos, pintura en acuarela, libros de arte y creaciones musicales.

Jóhamar, a cargo de la pintura al óleo, narraciones y lectura de poesías.

Matthías Magnússon, escritura, fotografía, collage, canto y sintetizador en el grupo FanHoutensKókó.

Ólafur Jóhann Engilbertsson, dibujo y escritura involuntarios, poesía concreta, libros de arte, pintura al óleo, pasteles, a cargo del bajo y chanting para el grupo FanHoutensKókó.

Sigurjón Birgir Sigurðsson (también conocido como Sjón), poesía, arte visual, actuación y construcción de marionetas.

Þór Eldon Jonson, poesía, música e ilustraciones.
Los líderes ideológicos del grupo fueron Sjón y Ólafur Engilbertsson, que estaban compenetrados en el surrealismo y el dadaísmo.

Medúsa se disolvió durante los años 1983-84 cuando sus miembros ya estaban encaminados en direcciones diferentes.

## Discografía a través de Fan Houtens Kókó
- 1981 - Musique Elementaire
- 1982 - Mister K